# 15 minuter
15 minuter kan även syfta på en kvart.
15 minuter, är en sång skriven av Niclas Arn, Karl Eurén och Gustav Eurén.
Gruppen Brandsta City Släckers framförde i den svenska Melodifestivalen 2003 och kom på tredje plats i andra chansen. Sångtexten speglar sin tid genom sin kritiska inställning till den uppmärksamhet som dokusåporna och deras deltagare fått i Sverige under 2000-talets första decennium. Titeln syftar sannolikt på det uttalande Andy Warhol gjorde att i framtiden kommer alla människor att vara berömda i 15 minuter.
Singeln placerade sig som högst på 49:e plats på den svenska singellistan.

## Listplaceringar
| Lista (2002) | Topplacering |
| ------------ | ------------ |
| Sverige      | 49           |